# Crichton (roman)
Crichton är en historisk roman skriven av William Harrison Ainsworth. Den gavs ut av förläggaren Richard Bentley i tre volymer 1837. Handlingen i Crichton är inspirerad av James Crichton, en skotsk polyhistor, och hans resor och äventyr, där fokus ligger på Crichtons intellekt, kunskaper och hans interagerande med det franska kungahuset.